# Алеутський округ
Алеу́тський округ (рос. Алеутский округ) — адміністративна одиниця, муніципальний округ у складі Камчатського краю Російської Федерації.
Адміністративний центр — село Нікольське.

## Географія
Округ охоплює територію Командорських островів, архіпелагу, що знаходиться за 250 км на схід від узбережжя Камчатки.

## Історія
17 червня 1909 року зі складу Приморської області була виділена Камчатська область Приамурського генерал-губернаторства, яка складалась з 5 повітів, один з яких був Командорський повіт (не мав повітового міста). З листопада 1921 року Камчатська область відійшла до складу Далекосхідної республіки. 15 листопада 1922 року республіка як Далекосхідна область у увійшла до складу РРФСР, Камчатська область перетворена в Камчатську губернію.
4 січня 1926 року Далекосхідна область перетворена в Далекосхідний край, Камчатська губернія — в Камчатський округ, Командорський повіт перетворено в Алеутський туземний район, який перебував в прямому підпорядкуванні краю. 10 січня 1932 року район був перетворений в Алеутський національний район. 20 жовтня 1932 року Камчатський округ перетворено в Камчатську область, у склад якої увійшов Алеутський район. 20 жовтня 1938 року Камчатська область увійшла до складу Хабаровського краю. 23 січня 1956 року Камчатська область виокремлена зі складу Хабаровського краю.
У жовтні 2004 року Алеутський район перетворено в Алеутський муніципальний район, який складався з єдиного Нікольського сільського поселення. 1 липня 2007 року Камчатська область перетворена в Камчатський край. 30 квітня 2020 року Алеутський район перетворено в Алеутський муніципальний округ.

## Населення
Алеутський округ є найменш населеним муніципальним округом чи районом Російської Федерації.
Населення — 696 осіб (2019, 676 у 2010, 808 у 2002).
Округ названий за корінною народністю регіону, алеутами, та є місцем компактного проживання основної частини представників цієї народності на території Російської Федерації.

## Адміністративний поділ
До складу округу входить єдиний населений пункт — село Нікольське.